# ギ酸燃料電池
ギ酸燃料電池（ぎさんねんりょうでんち）とは燃料電池の一形式でギ酸を燃料として使用する。

## 概要
燃料としてギ酸を使用する複数の形式があり、改質器で改質して水素を抽出して従来の燃料電池で使用する形式とギ酸と酸素の反応で発電する直接形燃料電池(DFAFC)の形式がある。ギ酸を改質せずに直接利用する場合では同種の構造を有する直接メタノール燃料電池(DMFC)と比較して燃料のギ酸はメタノールよりも分子が小さく、接触改質が不要で、直接メタノール燃料電池では問題となるプロトン交換膜を透過して空気極に達するクロスオーバー現象が無いので電圧が降下しにくい特徴を有する。長年、ギ酸は従来の燃料電池で使用される白金触媒では活性化に余分なエネルギーが消費されるため、直接変換型燃料電池の燃料として実用化には不適だとされていたが、近年、白金の代わりにパラジウムを触媒として使用したところ、良好な結果が得られたことから、実用化に向けて前進した経緯がある。実用化へ向けて開発が進められる。

## 特徴
- 取り出せる電流密度が高い[5][6]
- 燃料のギ酸は常温、常圧で液体なので水素と比較して貯蔵が比較的容易なのでインフラの構築が廉価[7]

## 実用化への課題
- DFAFCは長時間発電時に性能が著しく低下する[8]
- ギ酸の供給インフラの構築
- 液体のギ酸溶液や蒸気は皮膚や目に対して有害であり、特に目に対して回復不能な障害を与えてしまう場合があるため安全性の確保が不可欠

## 論文
- Rice, C., et al. "Direct formic acid fuel cells." Journal of Power Sources 111.1 (2002): 83-89.
- Ha, Su, Brian Adams, and R. I. Masel. "A miniature air breathing direct formic acid fuel cell." Journal of Power Sources 128.2 (2004): 119-124.
- Zhu, Yimin, Su Y. Ha, and Richard I. Masel. "High power density direct formic acid fuel cells." Journal of Power Sources 130.1-2 (2004): 8-14.
- Yu, Xingwen, and Peter G. Pickup. "Recent advances in direct formic acid fuel cells (DFAFC)." Journal of Power Sources 182.1 (2008): 124-132.